# Polyaulon canadensis
Polyaulon canadensis là một loài tò vò trong họ Ichneumonidae.